# Motasingha dirphia
Motasingha dirphia là một loài bướm ngày thuộc họ Hesperiidae. Nó được tìm thấy ở Tây Úc.
Sải cánh dài khoảng 40 mm.

## Hình ảnh

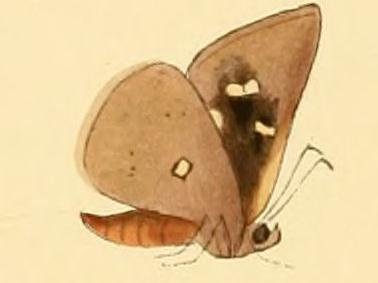
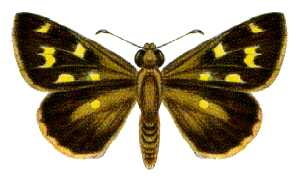
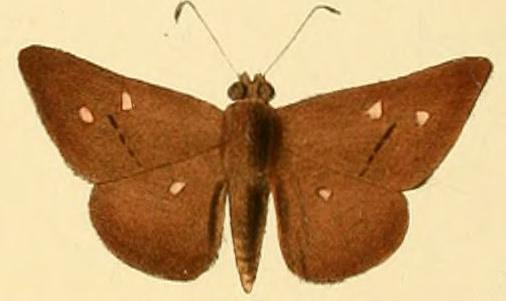
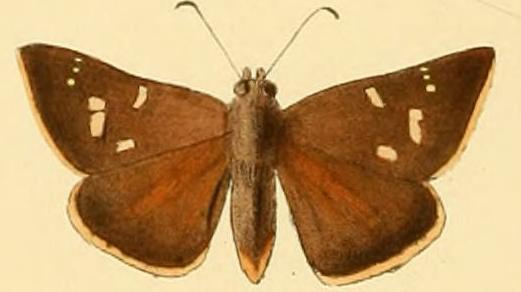